# Smørumnedre
Smørumnedre är en ort i Egedals kommun på Själland i Danmark. Den ligger i Region Hovedstaden, 18 km väster om Köpenhamn. Smørumnedre är också namnet på en tätort som förutom stadsdelen Smørumnedre i Egedals kommun med 9 699 invånare består av stadsdelen Måløv i Ballerups kommun med 8 925 invånare och stadsdelen Jonstrup i Furesø kommun med 1 156 invånare, totalt 19 780 invånare i tätorten. 